# 國道23號 (塞爾維亞)
國道23號，通稱茲拉蒂博爾公路，是塞尔维亚西部的IB級國道，東起波亞泰，西至戈斯通與蒙特內哥羅相接。國道23號全綫位於舒馬迪亞和塞爾維亞西部地區。
國道23號的現行編號由2013年塞爾維亞通過新的《國道分類法》（Uredba o Kategorizaciji Državnih Puteva）。國道23號的路段在2012年以前分別屬國道M5號、國道O17號、國道M23.1號、國道M22號及國道M21號，而在2012年至2013年間則分別屬國道A4號、國道15號及國道A6號。
國道23號為主幹道，共設兩條行車綫。根據《2010年至2014年至2020年度塞爾維亞共和國空間規劃》，國道23號普雷利納至波熱加段將升格並改劃入至A2高速公路，以提供贝尔格莱德及黑山海岸間更快捷的道路連結，而波亞泰至普雷利納段則會由規劃中的A5高速公路取代，並連結A1高速公路及A2高速公路。
國道23號為欧洲E761公路及欧洲E763公路的一部分。

## 路段
| 路段編號 | 路段長度（公里）                        | 距離起點（公里）       | 路段名稱                                                |
| -------- | --------------------------------------- | ---------------------- | ------------------------------------------------------- |
| 02301    | 3.875（2.408英里）                      | 3.875（2.408英里）     | 波亞泰交匯處—契切瓦茨                                   |
| 02302    | 11.882（7.383英里）                     | 15.757（9.791英里）    | 契切瓦茨—馬克雷沙內                                     |
| 02303    | 6.730（4.182英里）                      | 22.487（13.973英里）   | 馬克雷沙內—克鲁舍瓦茨（亞西卡)                          |
| 02304    | 4.953（3.078英里）                      | 27.440（17.050英里）   | 克鲁舍瓦茨（亞西卡）—科舍維                             |
| 02305    | 8.483（5.271英里）                      | 35.923（22.322英里）   | 科舍維—斯托潘亞                                         |
| 02306    | 11.235（6.981英里）                     | 47.158（29.303英里）   | 斯托潘亞—特雷斯塔尼克                                   |
| 02307    | 9.019（5.604英里）                      | 56.177（34.907英里）   | 特雷斯塔尼克—弗爾尼齊                                   |
| 02308    | 1.256（0.780英里）                      | 57.433（35.687英里）   | 弗爾尼齊—弗爾尼齊（烏格利亞雷沃）                       |
| 02309    | 2.205（1.370英里）                      | 59.638（37.057英里）   | 弗爾尼齊（烏格利亞雷沃）—新村                           |
| 02310    | 12.693（7.887英里）                     | 72.331（44.944英里）   | 新村—拉蒂納                                             |
| 02311    | 3.646（2.266英里）                      | 75.977（47.210英里）   | 拉蒂納—克拉列沃（卡米卓拉）                             |
| 02312    | 7.141（4.437英里）／ 3.492（2.170英里） | 83.118（51.647英里）   | 克拉列沃（卡米卓拉）—克拉列沃                           |
| 02222    | 19.942（12.391英里）                    | 103.060（64.039英里）  | 克拉列沃—姆爾查耶夫齊（與 國道22號共綫）                |
| 02221    | 12.205（7.584英里）                     | 115.265（71.622英里）  | 姆爾查耶夫齊—普雷利納（與 國道22號共綫）                |
| 02313    | 1.760（1.094英里）                      | 117.025（72.716英里）  | 普雷利納—孔耶維契                                       |
| 02314    | 4.430（2.753英里）                      | 121.455（75.469英里）  | 孔耶維契—查查克（德拉克契契）                           |
| 02315    | 1.256（0.780英里）                      | 122.711（76.249英里）  | 查查克（德拉克契契）—查查克（古查）                     |
| 02316    | 7.035（4.371英里）                      | 129.746（80.620英里）  | 查查克（古查）—帕科夫拉切（馬爾科維察）                 |
| 02317    | 17.945（11.151英里）                    | 147.691（91.771英里）  | 帕科夫拉切（馬爾科維察）—克拉托夫斯克斯泰納             |
| 02318    | 5.031（3.126英里）                      | 152.722（94.897英里）  | 克拉托夫斯克斯泰納—波熱加                               |
| 02319    | 2.907（1.806英里）                      | 155.629（96.703英里）  | 波熱加—波熱加（阿里列）                                 |
| 02320    | 22.069（13.713英里）                    | 177.698（110.416英里） | 波熱加（阿里列）—乌日策                                 |
| 02321    | 7.660（4.760英里）                      | 185.358（115.176英里） | 烏日策—白國                                             |
| 02322    | 7.013（4.358英里）                      | 192.371（119.534英里） | 白國—蘇希察                                             |
| 02323    | 7.712（4.792英里）                      | 200.083（124.326英里） | 蘇希察—茲拉蒂博爾                                       |
| 02324    | 3.743（2.326英里）                      | 203.826（126.652英里） | 茲拉蒂博爾—扎夫河                                       |
| 02325    | 27.509（17.093英里）                    | 231.335（143.745英里） | 扎夫河—科金布羅德（普里博伊斯卡礦泉）                   |
| 02326    | 0.820（0.510英里）                      | 232.155（144.254英里） | 科金布羅德（普里博伊斯卡礦泉）—科金布羅德（茲拉塔爾湖） |
| 02327    | 8.335（5.179英里）                      | 240.490（149.434英里） | 科金布羅德（茲拉塔爾湖）—新瓦羅什                       |
| 02328    | 15.203（9.447英里）                     | 255.693（158.880英里） | 新瓦羅什—比斯特里察                                     |
| 02329    | 9.859（6.126英里）                      | 265.552（165.006英里） | 比斯特里察—普里耶波列                                   |
| 02330    | 5.134（3.190英里）                      | 270.686（168.196英里） | 普里耶波列—科洛夫拉特                                   |
| 02331    | 0.696（0.432英里）                      | 271.382（168.629英里） | 科洛夫拉特—米約斯卡                                     |
| 02332    | 30.176（18.750英里）                    | 301.558（187.379英里） | 米約斯卡—塞尔维亚與蒙特內哥羅邊界（戈斯通）             |

## 計劃中的高速公路
為提供貝爾格萊德及黑山海岸間更快捷的道路連結，並緩解國道22號（伊巴爾公路）的危險性，A2高速公路在貝爾格萊德至普雷利納（查查克的城鎮）一段的走綫將與伊巴爾公路平行，而普雷利納至波熱加一段的走綫則將建於國道23號（茲拉蒂博爾公路）之上。
同時，國道23號波亞泰至普雷利納段會由A5高速公路取代，連結A1高速公路及A2高速公路，以為塞爾維亞南部和東部居民提供通往亚得里亚海的快捷道路連結。

## 外部連結
- 塞爾維亞道路公司 （页面存档备份，存于）
- 塞爾維亞走廊公司 （页面存档备份，存于）
- 塞爾維亞境內主要道路及區域道路地圖 （页面存档备份，存于）